# Île Arthur
L'île Arthur (en russe : Остров Артура) est une île de la terre François-Joseph, en Russie.

## Géographie
Située au nord de la Terre George, dont elle est séparée par le détroit de Leigh-Smith, assez éloignée des autres îles de l'archipel, elle a une superficie de 111 km2. Son point culminant est à 275 m. L'île est recouverte en totalité par une calotte glaciaire à l'exception des pointes nord (cap Ledovoï Razvedki) et sud (cap Nizki) et d'une zone côtière à l'ouest. Elle n'a été explorée que durant l'époque soviétique.

## Histoire
Elle a été nommée lors de l'expédition polaire Jackson-Harmsworth selon les sources en l'honneur du frère de Frederick G. Jackson, Arthur Jackson, ou du secrétaire de l'expédition, membre de la Geological Society, Arthur Montefiore Brice.